# Producció de cafè a Etiòpia

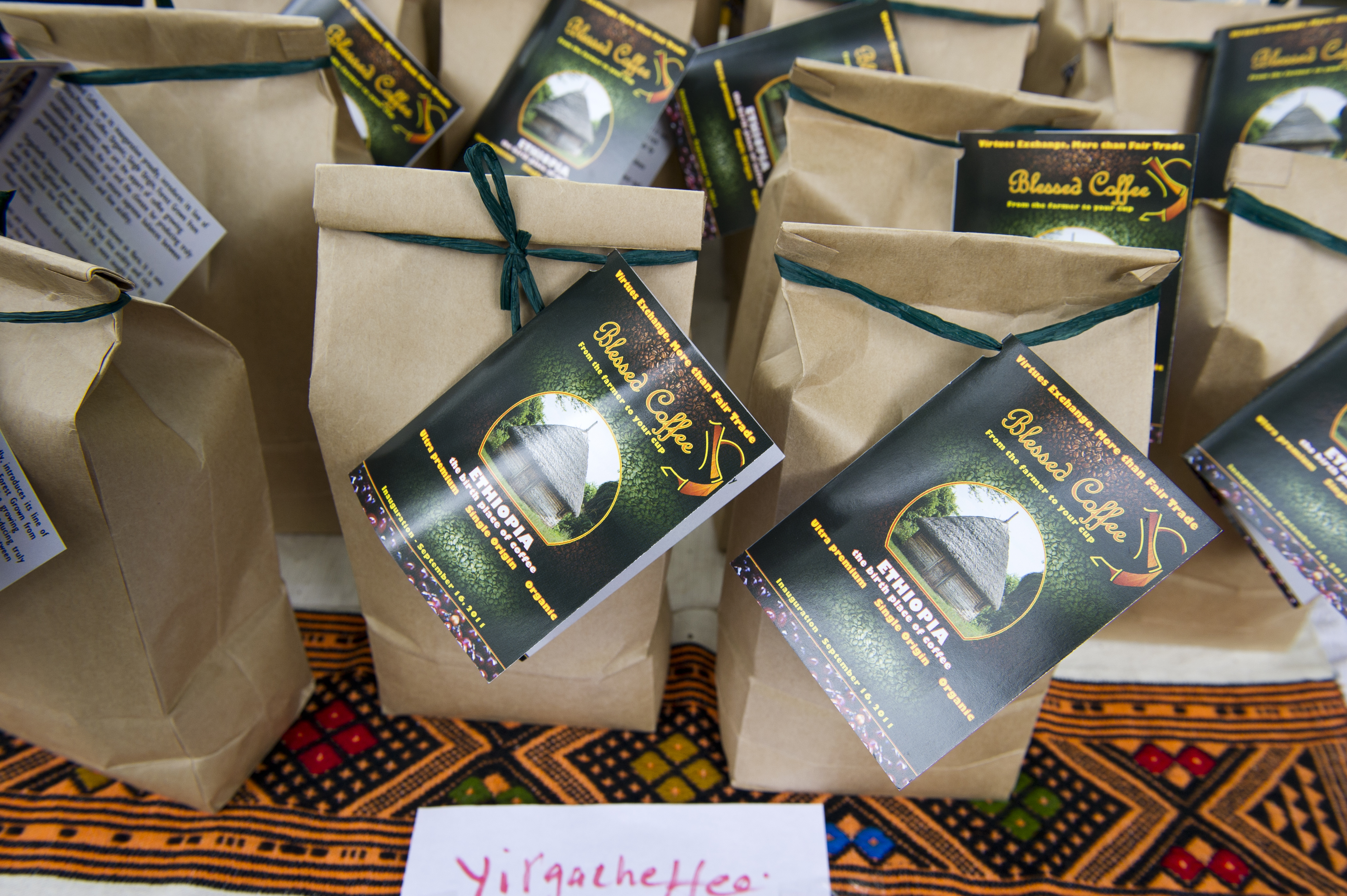
Sacs de cafè d'Etiòpia.

La peoducció de cafè a Etiòpia és una activitat crítica en l'economia d'Etiòpia amb un 25% de la població que depèn directament o indirectament del cafè per a sobreviure. El 2006, les exportacions de cafè representaven uns 350 milions de dolars, equivalents al 34% del total de les exportacions anuals.

## Història
Segons la llegenda, el pastor de cabres del segle ix Kaldi va descobrir la planta del cafè després de veure'n els efectes del seu consum per les cabres, però aquesta versió no va paréixer per escrit fins a 1671 i probablement és apòcrifa.

## Producció

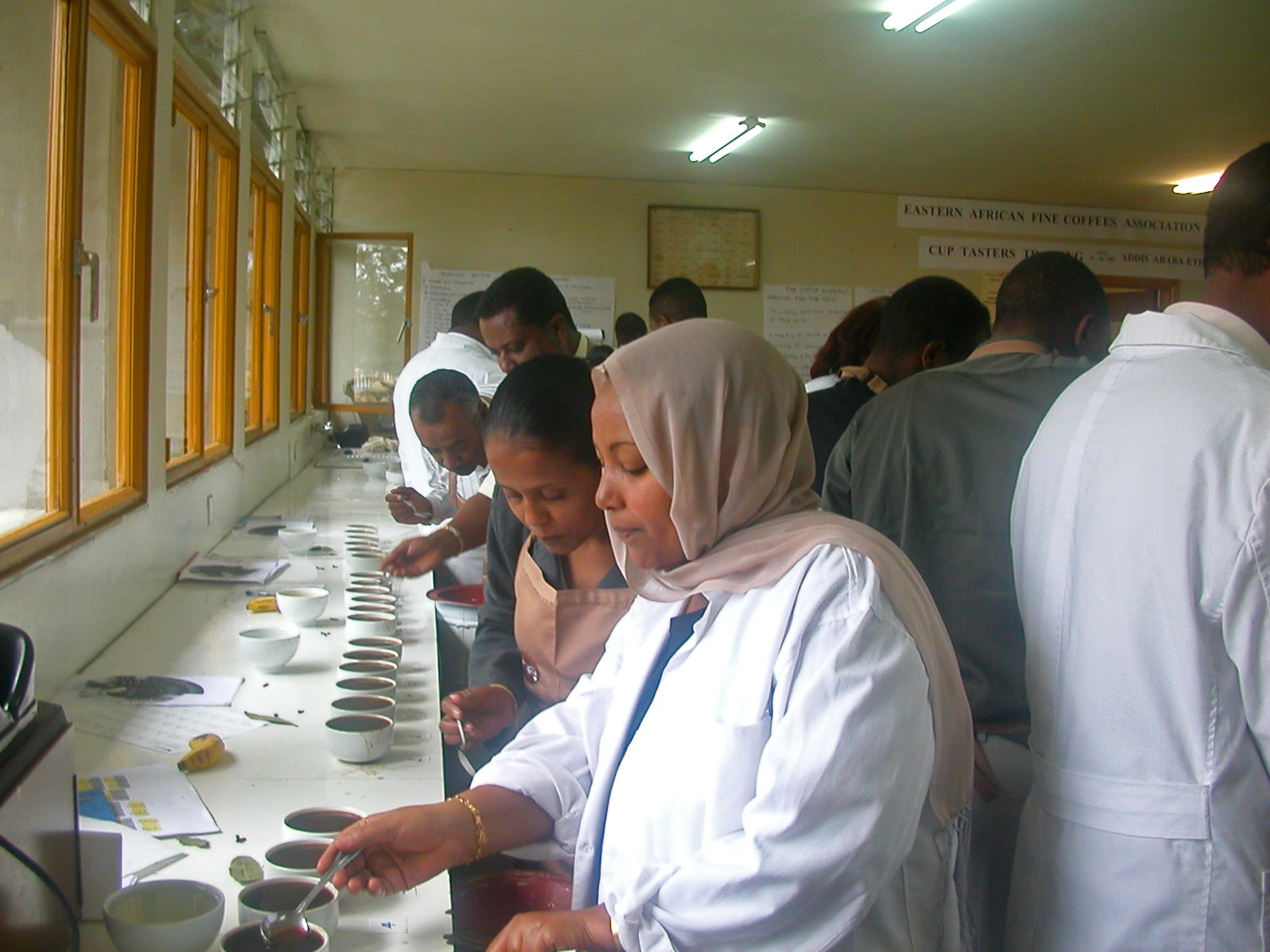
Una reunió de tastadors de cafè el 2003

Etiòpia és el setè productor mundial de cafè i el principal de l'Àfrica, amb 260.000 tones mètriques el 2006. La meitat d'aquest cafè el consumeixen els etíops, i el país és on més cafè es consumeix de l'Àfrica. Els principals mercats pel cafè etíop és la Unió Europea (la meitat de l'exportació), Est d'Àsia (un quart) i Amèrica del Nord. La superfície total cultivada de cafè a Etiòpia és d'uns4000 km² i en explotacions agrícoles molt petites. El sistema de producció no ha canviat gaire des del segle x, essent gairebé tot el treball encara manual.
Els ingressos deguts al cafè representen un 10% dels ingressos anuals del govern.

## Varietats regionals

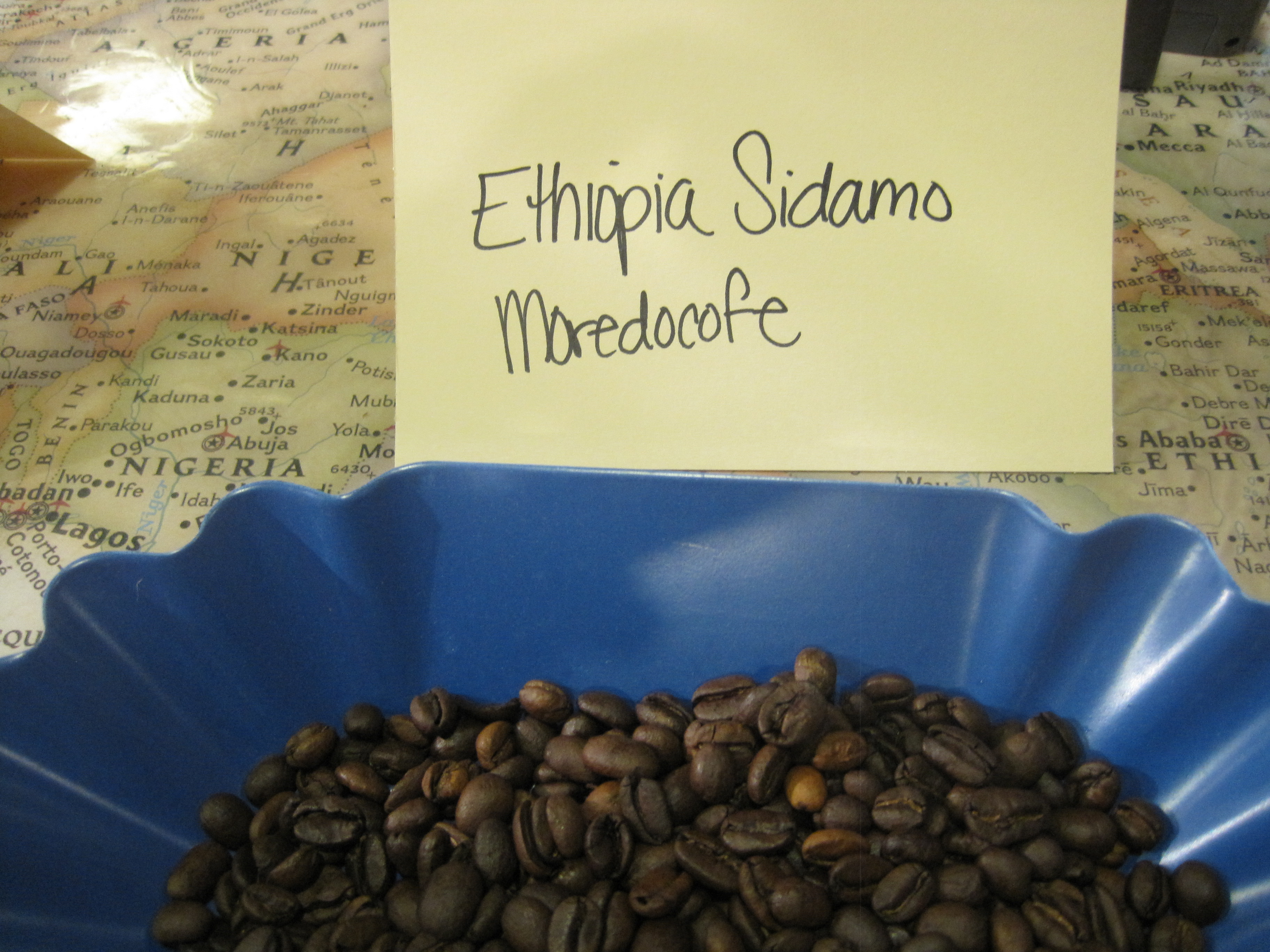
Llavors de cafè etíop de Sidamo

El cafè a tiòpia que es cultiven a les regions Harar, Sidamo, Irgachefe, o Limu es classifiquen a part per la seva comercialització sota el seu nom regional. Aquestes varietats regionals són marques comercials registrades.